# Maurice Genevoix
Maurice Genevoix (29. listopadu 1890, Decize ( Nièvre) – 8. září 1980, Xàbia, provincie Alicante, Španělsko) byl francouzský spisovatel.

## Život a dílo
Po absolvování lycea v Orléans byl přijat ke studiu na École normal supérieure. Na začátku první světové války byl Maurice Genevoix povolán do vojenské služby a 25. dubna 1915 byl těžce zraněn u Les Éparges (18 kilometrů jihovýchodně od Verdunu).
Genevoix ve 14 svých dílech zpracoval své válečné zážitky a napsal úvahy o době, kdy byl vojákem, na základě poznámek učiněných v terénu. Tyto válečné příběhy jsou důležitými podklady pro paměť francouzského zobrazení událostí ve Verdunu, například v Mémorial de Verdun.
Druhou část své tvorby věnoval krajině, zvířatům a lidem z rodného regionu Loiry. Publikoval také zprávy o svých pobytech v Kanadě (zejména v oblasti Rocky Mountain) a v Africe.
V roce 1925 Genevoix obdržel Goncourtovu cenu za román Raboliot.
V roce 1946 byl zvolen členem Académie française a v letech 1950 až 1960 působil v prvním výboru SPAF Société des Poètes et Artistes de France (Společnost básníků a umělců ve Francii).

## Pocty
Jeho dům v obci Saint-Denis-de-l'Hôtel, který získal v roce 1929, je dodnes ve vlastnictví rodiny. Nedaleko, vedle kostela, byl starý vinařský dům přeměněn na muzeum věnované životu a dílu Maurice Genevoixe. Byl pohřben na hřbitově Passy v Paříži.
V listopadu 2018 prezident Emmanuel Macron oznámil, že jeho ostatky budou v roce 2019 přeneseny do Panthéonu. K tomu nakonec došlo v roce 2020.